# Synagogue de la rue des Tournelles
La synagogue des Tournelles est un lieu de culte juif consistorial de rite séfarade constantinois. L'édifice est construit en 1876 et est située au 21 bis de la rue des Tournelles, au cœur du quartier du Marais à Paris.

## Historique
Cette synagogue a été consacrée au culte de rite ashkénaze le 15 septembre 1876 à l'occasion des fêtes de la nouvelle année de Tishri.
La synagogue est fréquentée par des Juifs originaires d'Alsace et de Lorraine auxquels s'adjoignent plus tard les émigrés de Pologne, de la Russie tsariste et des différents pays d'Europe centrale.
Dans la nuit du 2 au 3 octobre 1941, un attentat est organisé par le Mouvement social révolutionnaire (MSR), parti d'extrême droite fondé par Eugène Deloncle.
De 1948 à 1960, le dernier rabbin ashkénaze de la synagogue fut le rabbin Dr. David Feuerwerker (1912-1980).
Depuis, d'autres rabbins s'y sont succédé : Meyer Abraham Halevi, Simon Morali, Salomon Attiach, Roger Touitou (de 1984 à 2004), Yves-Henri Marciano (2004-)

## Architecture
C'est en 1872 que Marcellin-Emmanuel Varcollier, élève de Louis-Pierre Baltard, architecte par ailleurs de la mairie du 18e, fut désigné pour la construction de la synagogue.
La synagogue offre un exemple intéressant de l'emploi du métal dans la construction, grâce au travail réalisé par les forges et ateliers de Normandie qui, à cette époque, bénéficient du concours de l'ingénieur Gustave Eiffel.
De la façade de la rue des Tournelles, ornée d'un vitrail en rosace, se détachent des sculptures représentant les rouleaux de la Loi avec un texte en hébreu. Au centre, deux écussons de la ville de Paris attestent du titre de propriété de la synagogue qui fait partie du domaine public municipal, en raison de la contribution financière apportée par la ville au moment de la construction.
À l'intérieur, le péristyle ouvre sur une nef de 21 mètres de largeur terminée par une nef semi-circulaire où se trouve l'Arche sainte, protégée par une superbe double porte en fer forgé, qui abrite de nombreux Sifrei Torah disposés côte à côte en demi-cercle.
La synagogue comporte deux étages. Par son volume, cette synagogue est la deuxième plus grande de Paris, après celle de la rue de la Victoire.
Cette Synagogue fait l’objet d’un classement au titre des monuments historiques depuis le 29 décembre 1987.

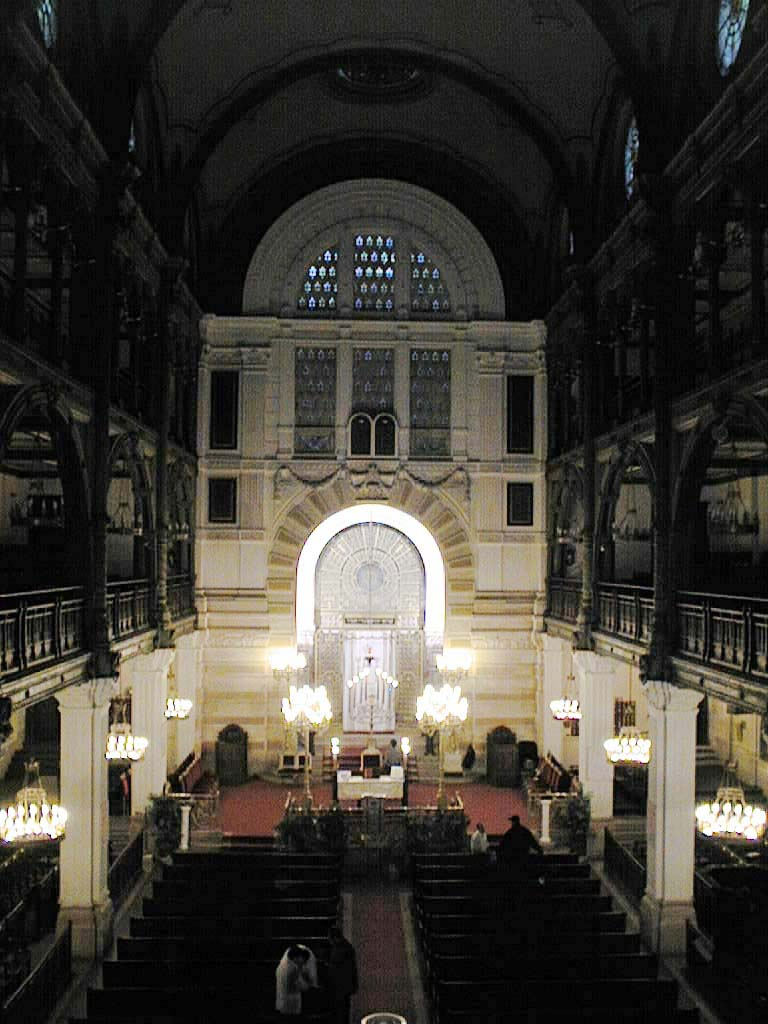
Vue de l'intérieur.
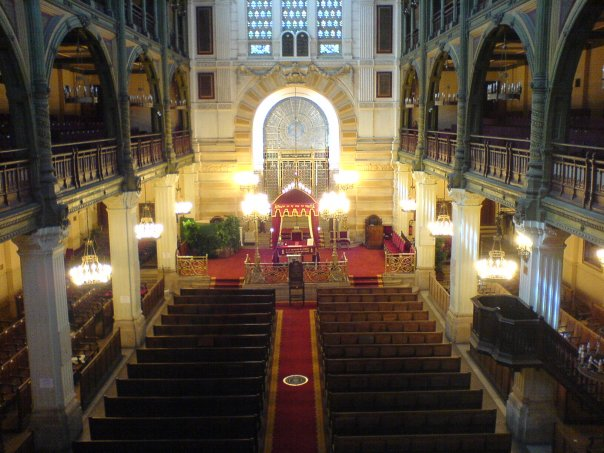
Autre vue de l'intérieur.
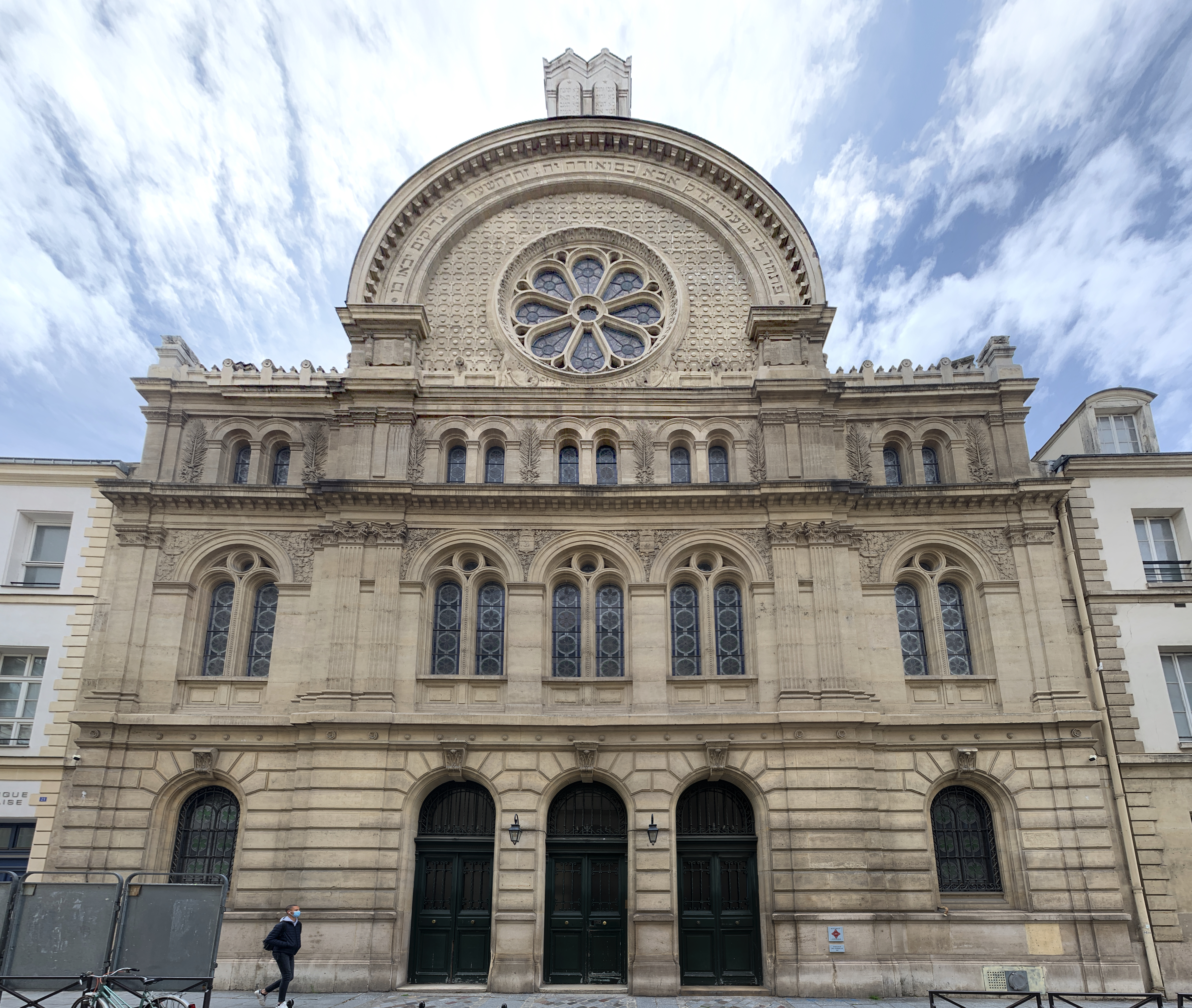
Autre vue de la façade principale.